# Chrysocolaptes guttacristatus
Chrysocolaptes guttacristatus là một loài chim trong họ Picidae.

## Hình ảnh

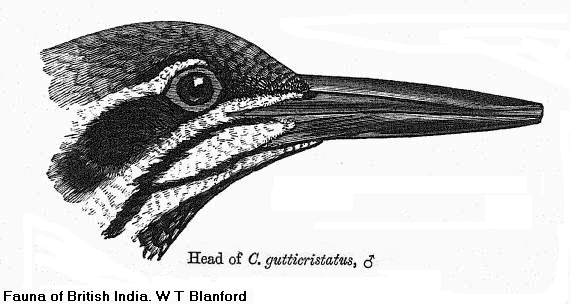
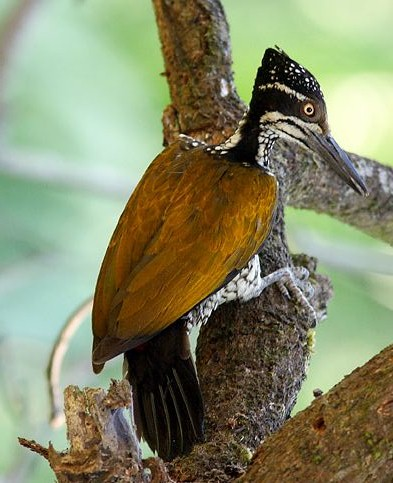
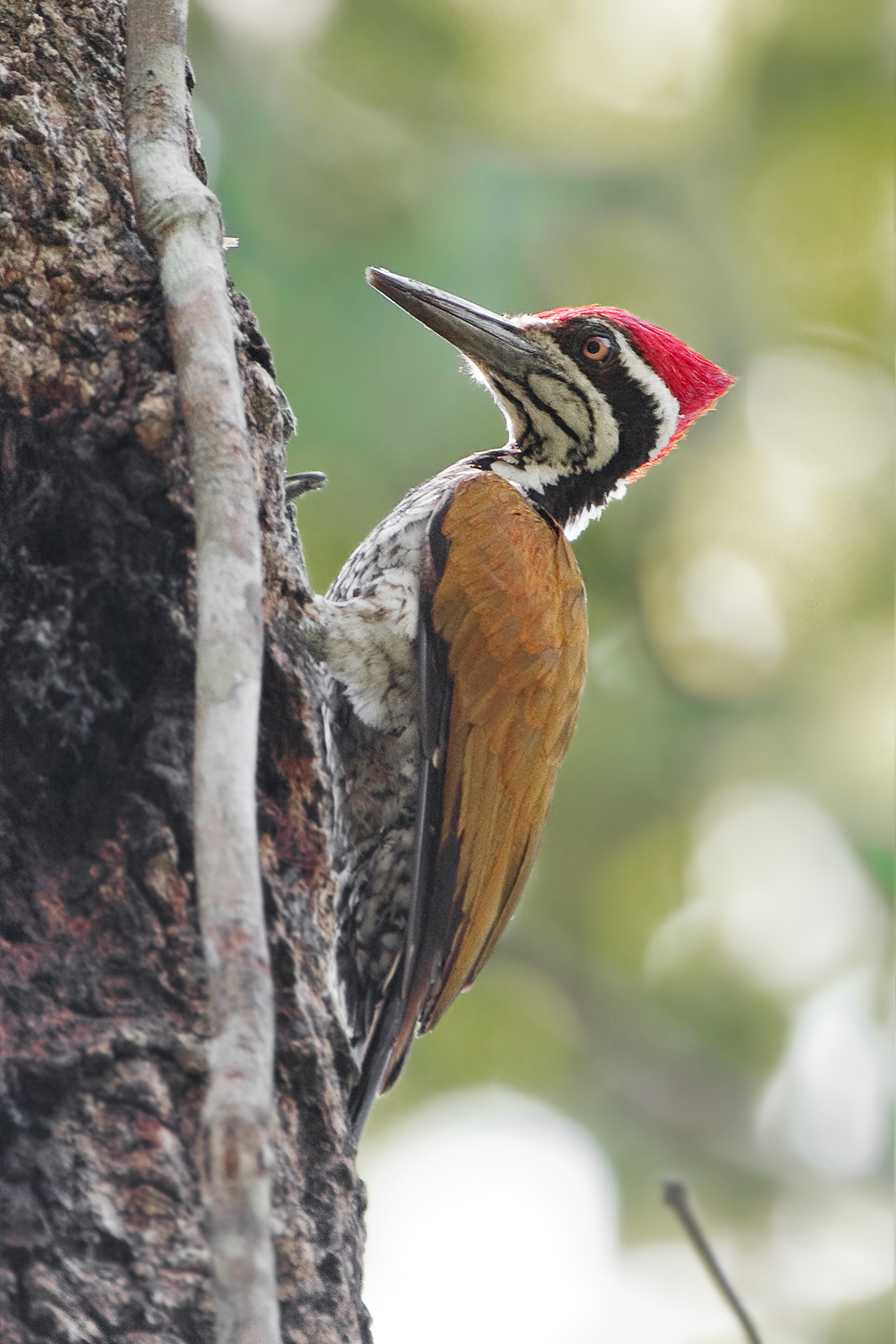